# Glyptolopus peruanus
Glyptolopus peruanus is een keversoort uit de familie dwerghoutkevers (Cerylonidae). De wetenschappelijke naam van de soort werd in 1987 gepubliceerd door Claude Besuchet & Stanislaw Adam Ślipiński.